# آف-آف-برادوی

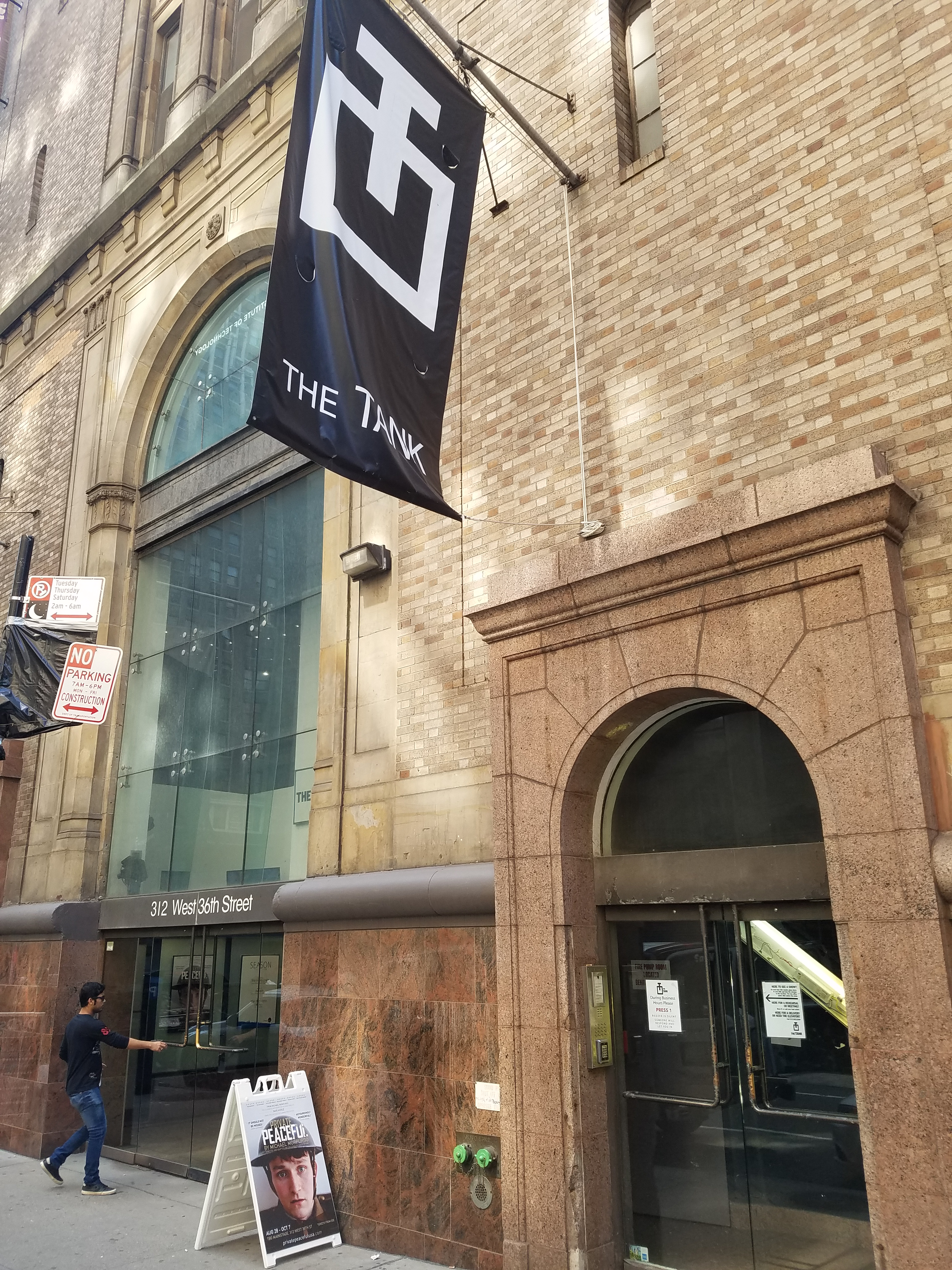
The Tank، یک تئاتر آف-آف-برادوی در میدتاون منهتن

تئاترهای آف-آف-برادوی (انگلیسی: Off-off-Broadway) نسبت به تئاتر برادوی و آف برادوی در شهر نیویورک، تئاترهای کوچک‌تری هستند و معمولاً کمتر از ۱۰۰ صندلی دارند. جنبش آف-آف-برادوی در سال ۱۹۵۸ به عنوان بخشی از واکنش به تجاری‌سازی صحنه تئاتر حرفه‌ای و به عنوان جنبشی تئاتر تجربی یا آوانگارد در درام و تئاتر آغاز شد. با گذشت زمان، برخی از تولیدات آف-آف-برادوی از روحیه تجربی اولیه این جنبش فاصله گرفتند.

## تاریخچه
جنبش آف-آف-برادوی در سال ۱۹۵۸ به عنوان «رد کامل تئاتر تجاری» آغاز شد. مایکل اسمیت اعتبار نامگذاری این اصطلاح را به جری تالمر در سال ۱۹۶۰ می‌دهد.[۴] از اولین مکان‌هایی که به زودی «تئاتر آف-آف-برادوی» نامیده شدند، کافی‌شاپ‌های گرینیچ ویلج بودند، به‌ویژه Caffe Cino در خیابان کورنلیا ۳۱، که توسط جو چینو غیرعادی اداره می‌شد، که در اوایل به بازیگران و نمایشنامه‌نویسان علاقه پیدا کرد و موافقت کرد که به آنها اجازه دهد نمایش‌های خود را بدون اینکه زحمت خواندن نمایشنامه‌ها را به خود بدهد یا حتی دربارهٔ محتوا اطلاعات زیادی کسب کند، در آنجا اجرا کنند. این زیبایی‌شناسی DIY همچنین منجر به اعمال خلاقانه تغییر کاربری اشیا توسط نمایشنامه‌نویسان و کارگردانانی شد که مجموعه‌هایی را از مواد جمع‌آوری‌شده از خیابان‌های محلی سرهم‌بندی می‌کردند. همچنین الن استوارت در کلوپ تئاتر تجربی لا ماما و Al Carmines در تئاتر شاعران جودسون، واقع در کلیسای مموریال جودسون، در ظهور آف-آف-برادوی نقش مهمی داشتند. از دیگر تئاترهای قابل توجه که بسیاری از نمایش‌ها را ارائه کردند می‌توان به Theatre Genesis, گروه تئاتر نیویورک، The Old Reliable, The Dove Company، کارگاه نمایشنامه‌نویسان و کارگاه هنر بازیکنان اشاره کرد.
در بدو پیدایش، آف-آف-برادوی به خاطر ماهیت تجربی‌اش شناخته می‌شد. اما به مرور زمان، آثار آف-آف-برادوی این روحیه را تا حدی از دست دادند و به تقلید از آف-برادوی پرداختند که خود به تدریج شبیه برادوی شده بود، البته با این تفاوت که آف-برادوی اغلب آثاری را تولید می‌کرد که برای تئاتر تجاری مناسب نبودند.
یک تولید آف-آف-برادوی که در آن اعضای انجمن بازیگران حرفه‌ای (Actors' Equity Association) حضور دارند، ممکن است یک «ویترین برابری» باشد که به بازیگران این امکان را می‌دهد تا توسط کارفرمایان بالقوه آینده دیده شوند. انجمن برابری، قوانین مربوط به کار در چنین تولیداتی را حفظ می‌کند، از جمله محدودیت‌هایی در مورد قیمت بلیط، مدت اجرا و زمان تمرین. مشارکت بازیگران حرفه‌ای در تولیدات ویترین امری رایج است و بخش عمده‌ای از کار صحنه برای اکثر بازیگران نیویورکی را تشکیل می‌دهد. جنبشی در جریان است تا کد ویترین برابری را که بسیاری در جامعه تئاتر آن را بیش از حد محدودکننده و مضر برای خلق تئاتر نیویورک می‌دانند، اصلاح کند.
در سال ۱۹۶۴، تولیدات آف-آف-برادوی واجد شرایط دریافت جوایز اوبی شدند و در سال ۱۹۷۴، جوایز دراما دسک شروع به ارزیابی چنین تولیداتی با همان معیارهایی کرد که برای تولیدات برادوی و آف برادوی استفاده می‌کرد. از سال ۲۰۰۵، جوایز تئاتر نوآورانه نیویورک (NYIT) سالانه به افراد و سازمان‌هایی که به برتری هنری در تئاتر آف-آف-برادوی دست یافته‌اند، اعطا می‌شود.
اصطلاح «تئاتر مستقل» یا «تئاتر ایندی» به عنوان جایگزینی برای «آف آف برادوی» توسط نمایشنامه‌نویس کرک بروملی در سخنرانی در مراسم جوایز تئاتر نوآورانه نیویورک در سال ۲۰۰۵ پیشنهاد شد.